# Polypedilum arudinetum
Polypedilum arudinetum är en tvåvingeart som först beskrevs av Maurice Emile Marie Goetghebuer 1921.  Polypedilum arudinetum ingår i släktet Polypedilum och familjen fjädermyggor. Inga underarter finns listade i Catalogue of Life.